# Meteorium penicillatum
Meteorium penicillatum là một loài Rêu trong họ Meteoriaceae. Loài này được Dozy & Molk. mô tả khoa học đầu tiên năm 1854.